# سالم محمد الكواري
المستشار سالم محمد الكواري (ولد في 1951 في البحرين) قاضي وكاتب ولاعب كرة قدم بحريني سابق. شغل منصب رئيس المجلس الأعلى للقضاء بالإنابة ورئيس محكمة التمييز بدرجة وزير خلال الفترة 26 سبتمبر 2013 حتى 10 يوليو 2017 

## النشأة والتعليم
الكواري من مواليد العام 1951 في البحرين.
حصل على ليسانس حقوق من جامعة بيروت العربية بلبنان في عام 1975. ثم حصل على شهادة في الحقوق من معهد الدراسات القضائية في الرباط بالمغرب في عام 1980.

## المسيرة الرياضية والقضائية
بدأ الكواري في بداية حياته لاعبا في نادي الحالة من محافظة المحرق في السبعينات حيث كان يجيد اللعب في مركز حارس المرمى.
عمل في السلك القضائي وشغل عدة مناصب:
- رئيس المحكمة الصغرى الدائرة الرابعة.
- رئيس محكمة الأمور المستعجلة.
- رئيس المحكمة الكبرى المدنية الدائرة الثانية.
- رئيس محكمة الاستئناف العليا الدائرة الثانية.[4]
- عضو المجلس الأعلى للقضاء.
- عضو اللجنة العليا للانتخابات.
- ممثل دولة البحرين بمركز الدراسات القانونية والقضائية التابع لوزراء العدل العرب.

في 25 يونيو 2003 تم تعيينه عضو بالمحكمة الدستورية لمدة تسع سنوات بموجب الأمر الملكي رقم (21) لسنة 2003.
في 26 أبريل 2007 تم تعيينه وكيل لوزارة العدل والشئون الإسلامية لشئون العدل بموجب الأمر الملكي مرسوم رقم (45) لسنة 2007.
في 18 سبتمبر 2011 تم تعيينه رئيس المحكمة الدستورية بدرجة وزير بموجب الأمر الملكي (36) لسنة 2011.
في 26 سبتمبر 2013 أصدر الملك حمد بن عيسى آل خليفة ملك البحرين أمر ملكي بتعينه رئيساً لمحكمة التمييز بدرجة وزير وكما عُهد أليه وفقاً للأمر الملكي برئاسة المجلس الأعلى للقضاء ، وقد صدر بيان عن المتحدث الرسمي باسم الحكومة سميرة رجب أشارت فيه إلى أن ملك البحرين يُنيب رئيس محكمة التمييز الكواري برئاسة المجلس الأعلى للقضاء. وجاء في البيان: «في ضوء حرص جلالة الملك المستمر على الدفع بالعمل القضائي نحو مزيد من الفعالية ولما كان الدستور ومذكرته التفسيرية قد أجازا أن ينيب جلالته أحد رؤساء الهيئات القضائية في رئاسة المجلس الأعلى للقضاء فقد عهد جلالته إلى رئيس محكمة التمييز رئاسة المجلس الأعلى للقضاء ليقوم ومن خلال موقعه في رئاسة محكمة التمييز بالمتابعة الدقيقة لأعمال واختصاصات المجلس الأعلى للقضاء والعمل عن كثب مع أعضاء السلطة القضائية من أجل تطوير إجراءات التقاضي والعمل بالمحاكم».
في عام 2015 أصدر الكواري الوثيقة الاستراتيجية للارتقاء بالسلطة القضائية متضمنة جدول زمني في الفترة من 2015 إلى 2020 لتطوير العمل القضائي.
في عام 2015 أكد الكواري على أن الأحكام الخاصة بإسقاط الجنسية ليست بالأمر الغريب ولا بالسابقة وذلك ردا على منظور منظمة العفو الدولية في مسألة إسقاط الجنسية بأنها أمر محظور بموجب القانون الدولي.
في 5 نوفمبر 2015 استقبل الكواري خبيرة إدارة المحاكم والقضاء في المحاكم البريطانية جوي كولز لإعداد المحكمة النموذجية وتدريب موظفي المحاكم ورفع كفاءة الأمانة العامة وذلك للارتقاء بالسلطة القضائية كما تمت مناقشة وترتيب زيارة أعضاء السلطة القضائية للمملكة المتحدة للتعرف على شكل ومضمون المحاكم الإنجليزية.
في 3 سبتمبر 2016 أصدر الكواري قرار بإنشاء دائرة جديدة بالمحكمة الاستئنافية المدنية برئاسة القاضي إبراهيم سلطان الزايد بالإضافة إلى عمله كرئيس للمحكمة الكبرى الجنائية الخامسة. وستختص الدائرة الجديدة بنظر 20 في المئة من قضايا الجنائيات المستأنفة وقضايا الاستئناف العليا الجنائية المحالة من محكمة التمييز. وتضمن القرار إعادة تشكيل دوائر الاستئناف العليا كالتالي: الدائرة الثانية برئاسة القاضي إبراهيم القرينيس والدائرة الخامسة برئاسة القاضي عبد العزيز نايم وعضوية القضاة عبد الله الأشراف ويوسف علي إبراهيم وصلاح الدين إبراهيم. وبالنسبة للمحاكم الكبرى الجنائية يترأس القاضي بدر العبد الله المحكمة الكبرى الجنائية الثانية بعضوية القاضيين وجيه الشاعر وعمر السعيدي فيما تبقى الدوائر الأخرى من دون تغيير.
في 10 يوليو 2017 أحال الملك حمد بن عيسى آل خليفة ملك البحرين سالم الكواري رئيس المجلس الأعلى للقضاء بالإنابة ورئيس محكمة التمييز على التقاعد بطلب منه.

## ببلوغرافيا
صدرت له ستة كتب:
- القضاء المستعجل في التشريع البحريني.
- الإثبات في المواد المدنية والتجارية، المرسوم بقانون رقم 16 لسنة 1996م.[14]
- الطعن في الأحكام في ضوء قانون المرافعات المدنية والتجارية وقانون محكمة التمييز.
- المحكمة الدستورية في مملكة البحرين.
- السلطة التشريعية في دستور مملكة البحرين 2002.[15]
- الجمعيات السياسية في مملكة البحرين.

## جدل
في 10 يناير 2017 أصدر موقع مرآة البحرين المعارض للحكم في البحرين تقريرا عن استلام الكواري هدية عبارة عن فيلا في المشروع العقاري الضخم (درة البحرين) التي تبلغ قيمتها 500 ألف دينار بحريني (حوالي 1.3 مليون دولار أمريكي) على الرغم من حالة التقشف التي تشهدها حكومة البحرين في ذلك الوقت التي كان من بينها رفع الدعم عن المحروقات والطاقة وسلع أساسية كاللحم. ويعود سبب إهداء هذه الهدية إلى ما وصفته منظمة العفو الدولية «نظير ما قدمه ويقدمه من خدمات في ساحة القضاء حتى استحق وصف العدالة الزائفة».
وتبلغ مساحة الفيلا التي أعطيت للكواري ألف متر مربع مطلة على البحر وتحوي 5 غرف بدورات المياه الخاصة بها مع صالتين وثلاثة مطابخ فخمة وثلاثة مخازن وغرفة خادمة مع الحمام وغرفة سائق مع الحمام وغرفة غسيل وشرفتين بحريتين إضافة إلى موقف يتسع لأربع سيارات وبركة سباحة خاصة وساحل رملي مباشر على البحر.
واتهم الموقع الكواري بأنه يرأس المجلس الأعلى للقضاء رئاسة شكلية فبموجب الدستور يعتبر ملك البحرين رئيس السلطات الثلاث والملك كان ولا يزال هو من يعين القضاة ويرقيهم ويشرف على كل تفاصيل هذه المؤسسة التي تحولت في عهده إلى مؤسسة عقابية تصدر أقسى الأحكام وآخرها الحكم الصادر في 2017 من محكمة التمييز بإعدام ثلاثة إرهابيين معارضين للنظام.